# Медаль «Ветеран Вооружённых сил Российской Федерации»
Меда́ль «Ветера́н Вооружённых си́л Росси́йской Федера́ции» — медаль Министерства обороны Российской Федерации. Учреждена приказом Министра обороны Российской Федерации № 770 от 24 ноября 2016 года «Об учреждении медали Министерства обороны Российской Федерации „Ветеран Вооружённых Сил Российской Федерации“». Изменения в положение и внешний вид медали внесены приказом № 551 от 11 сентября 2017 года.

## Положение о медали
Медалью Министерства обороны Российской Федерации «Ветеран Вооружённых Сил Российской Федерации» награждаются за многолетнюю добросовестную службу военнослужащие Вооружённых Сил Российской Федерации, не имеющие дисциплинарных , общая продолжительность военной службы которых в календарном исчислении составляет 25 лет и более, при увольнении с военной службы:
- награждённые государственными наградами Российской Федерации (СССР);
- награждённые почётными грамотами Президента Российской Федерации или удостоенные благодарности Президента Российской Федерации;
- награждённые двумя и более ведомственными знаками отличия Министерства обороны Российской Федерации.

Награждение медалью Министерства обороны Российской Федерации «Ветеран Вооружённых Сил Российской Федерации» производится приказом должностного лица, осуществляющего увольнение военнослужащего с военной службы, или другим должностным лицом по его поручению, в приказе об увольнении.
Вместе с медалью выдаётся удостоверение установленной формы и фрачный знак «Ветеран Вооружённых Сил Российской Федерации».
Повторное награждение медалью не производится.

## Правила ношения
Медаль (лента медали) носится на левой стороне груди, в соответствии с Правилами ношения военной формы одежды и знаков различия военнослужащих Вооружённых Сил Российской Федерации, ведомственных знаков отличия и иных геральдических знаков, учреждённых в установленном порядке.
Фрачный знак «Ветеран Вооружённых Сил Российской Федерации» носится на левом лацкане гражданского костюма.

## Описание медали
Медаль — из металла золотистого цвета, имеет форму круга диаметром 32 мм с выпуклым бортиком с обеих сторон.
На лицевой стороне медали в центре — рельефное одноцветное изображение эмблемы Вооруженных Сил Российской Федерации (изображение двуглавого орла с распростёртыми крыльями, держащего в правой лапе меч, а в левой — лавровый венок. На груди орла расположен щит, увенчанный короной. На щите — всадник, поражающий копьём дракона) и лавровой ветви под ней. В нижней части — развевающаяся лента с надписью рельефными буквами: «ВЕТЕРАН ВООРУЖЕННЫХ СИЛ».
На оборотной стороне медали в центре — рельефная надпись в три строки: «ОТЕЧЕСТВО ДОЛГ ЧЕСТЬ», по кругу — рельефная надпись: в верхней части — «МИНИСТЕРСТВО ОБОРОНЫ», в нижней части — «РОССИЙСКОЙ ФЕДЕРАЦИИ».
Медаль при помощи ушка и кольца соединяется с пятиугольной колодкой, обтянутой шёлковой муаровой лентой шириной 24 мм. С правого края ленты оранжевая полоса шириной 12 мм, на которой справа расположена одна чёрная полоса шириной 2 мм, левее — серая и белая полосы шириной 6 мм, на белой полосе три красные полосы шириной 1 мм каждая.
Фрачный знак — из металла золотистого цвета в виде эмблемы Вооруженных Сил Российской Федерации на лавровой ветви.
Размеры фрачного знака: ширина — 20 мм, высота — 16 мм.

## Семантика медали
Элементы медали и фрачного знака символизируют (семантика):
- эмблема Вооружённых Сил Российской Федерации и лавровая ветвь — безупречную и добросовестную службу в Вооружённых Силах Российской Федерации;
- оранжевое поле ленты медали с чёрной полосой — принадлежность медали к системе знаков отличия Вооружённых Сил Российской Федерации;
- серая, белая и красные полосы ленты медали (цвета ленты медали «Ветеран Вооружённых Сил СССР») — предназначение медали для награждения военнослужащих.